# Смотрицький замок
Смотрицький замок -  споруда, оборонного призначення, побудована литовсько-руськими князами з династії Коріятовичів, була розташована в м. Смотрич (нині селище міського типу  Дунаєвецького району, Хмельницької області). Ймовірний період існування з XV-XVII ст. .

## Історія
Після перемоги над татарами князь Ольгерд призначив панувати на Поділлі своїх племінників, синів Коріята: Юрія, Олександра та Константина. 
"...Коріятовичі порозумілися з місцевими громадами, обороняли населення від татар, будували фортеці..." .
У Русько-литовському літописі оповідається, що князі перше віднайшли "твердну на р. Смотричу" і тут "нарядили" собі "город" Смотрич, яке за літописною оповіддю стало першим містом відбудованим Коріятовичами.  Незважаючи на те, що у літописі не згадується про споруду, проте історики вважають, що слово "нарядження", означало укріплення поселення замком .

1393 р., після боротьби Федора (останнього з Коріятовичів) із Вітовтом, Подільські землі перейшли під владу другого, а невдовзі до Ягайла, який передав землі у володіння своєму найближчому приятелю та помічнику Спитку з Мельштина.
"В грамоті, що Ягайло видав Спитку , говориться, що Західне Поділля даеться Спитку із замками: Камянцем, Смортичом, Бакотою, Скалою і Червоногородом." 
Від Спитка Західне Поділля у 1400 р. перейшло у володіння Свидригайла, 1402 р. - повертається до Ягайла, 1411 р. - до Вітовта. У всіх документах про передачу прав володіння згадується "Замок Смотрич". 
Після захоплення Поділля 1430 р. польським військом, у документах знову зустрічається згадка про Смотрицький замок. 
1431 р., за дослідженнями подільського історика Євфимія Сіцінського, Смотрицький замок було зруйновано, в процесі боротьби прихильників Свидригайла із "поляками". Проте, під час однорічного перемир'я, зруйнований замок перейшов у володіння других. Його було відновлено і під впливом Магдебурзького права замок набув статусу "королівського чи державного". 
Історик також припускає, що замок було зруйновано знову до 1518 р., оскільки було віднайдено дозвіл короля Сигізмунда на побудову у Смотричі замку, для захисту мешканців від набігів татар. Проте, чи скористались дозволом люди - невідомо, у кінці XVIII ст., за історичними джерелами, замок вже не існував .

## Опис будови
Замок був розташований на горбі, на межі злиття двох річок - Смотрича й Яромирки. За розмірами невеликий, мав мало озброєння. В описі 1494 р. йдеться про те, що: 
"Цей замок має в собі з одного боку небезпечні та давні будівлі, а з іншого боку будівлі наново зведені з добрих дубових колод, в яких міщани і шляхта тої місцевості мають камери для зберігання своїх речей в час небезпеки та займають майже половину замку."
Замок складався із таких частин: 
- Брама - місце, де розміщувалась зброя.
- Чорна хата - стояла вище замкової брами, укріплена старовинним муром.
- Спіжарня - приміщення, де розміщувалися барбениці  із порохом та продуктовими запасами.
- Пивниця - приміщення з напоями та рідинами для приготування.

На території замку розташовувалися млин, став із рибним господарством та фільварок, землі якого не оброблялись, а будинки пустували.
До замку належали села: Біла,  Чермна Хуста,  Окнина, Личків, Татарський Макарів, Трихівці, Лосківці.